# Kanton Coroma
Der Kanton Coroma ist ein Gemeindebezirk im Departamento Potosí im Hochland des südamerikanischen Anden-Staates Bolivien.

## Lage im Nahraum
Der Cantón Coroma ist einer von fünf Kantonen im Landkreis (bolivianisch: Municipio) Uyuni in der Provinz Antonio Quijarro. Er grenzt im Norden und Nordwesten an das Departamento Oruro, im Westen an die Provinz Nor Lípez, im Süden an den Kanton Chacala, im Südosten an das Municipio Tomave, und im Osten an die Provinz Tomás Frías.
Der Kanton erstreckt sich zwischen etwa 19°22' und 20°04' südlicher Breite und 66°17' und 67°15' westlicher Länge. Es misst von Norden nach Süden bis zu 75 Kilometer, von Westen nach Osten bis zu 120 Kilometer. Im nördlichen Teil des Kantons liegt der zentrale Ort des Kantons, Coroma, mit 125 Einwohnern. Die mittlere Höhe des Kantons liegt bei 3900 m.

## Geographie
Der Kanton Coroma liegt am östlichen Rand des bolivianischen Altiplano zwischen dem Salzsee Salar de Uyuni und der Cordillera Azanaques, die ein Teil der Gebirgskette der Cordillera Central ist. Das Klima ist ein typisches Tageszeitenklima, bei dem die täglichen Temperaturschwankungen stärker ausfallen als die Schwankungen zwischen den Jahreszeiten.
Die mittlere Durchschnittstemperatur der Region liegt bei knapp 9 °C (siehe Klimadiagramm Pampa Aullagas) und schwankt zwischen 4 °C im Juni und Juli und 11 °C in den Sommermonaten von November bis März. Der Jahresniederschlag beträgt weniger als 300 mm, bei einer ausgeprägten Trockenzeit von April bis November mit Monatsniederschlägen unter 15 mm, mit einem Höchstwert von 75 mm im Januar.

## Bevölkerung
Die Bevölkerungszahl in dem Kanton ist zwischen den beiden letzten Volkszählungen um etwa ein Fünftel angestiegen:
| Jahr | Einwohner | Quelle           |
| ---- | --------- | ---------------- |
| 1992 | 4.761     | Volkszählung     |
| 2001 | 5.741     | Volkszählung     |
| 2010 | .         | noch keine Daten |

Die Bevölkerungsdichte im Municipio Uyuni betrug 2,4 Einwohner/km² bei der letzten Volkszählung von 2001, die Lebenserwartung der Neugeborenen im Municipio lag bei 62 Jahren. 
Der Alphabetisierungsgrad bei den über 19-Jährigen im Municipio Uyuni beträgt 84 Prozent, und zwar 94 Prozent bei Männern und 76 Prozent bei Frauen (2001).
Die Region weist einen hohen Anteil an Quechua-Bevölkerung auf, im Municipio Uyuni sprechen 43,4 % der Bevölkerung die Quechua-Sprache.

## Politik
Im März 2012 eskalierten Grenzstreitigkeiten zwischen Coroma und der Nachbargemeinde Santuario de Quillacas im Departamento Oruro. Bei gewalttätigen Auseinandersetzungen zwischen den zwei zerstrittenen Grenzgemeinden hatte es 25 Verletzte und zwei schwer Verletzte gegeben, in Oruro waren der regionale Gewerkschaftsverband COD und rund 500 Bergleute durch die Straßen gezogen, die der Regierung in La Paz Untätigkeit vorwarfen, und in der Departamento-Hauptstadt Potosí stand durch die dortigen Protestaktionen für 24 Stunden das gesamte öffentliche Leben still. Autonomie-Ministerin Claudia Peña erklärte den Streik als »politisch und ungerechtfertigt«. Bereits am ersten März-Wochenende habe es zwischen den beiden Gemeinden ein schriftliches Abkommen zur friedlichen Beilegung des Konflikts um Ackerland gegeben. Die Befriedung vor Ort sei vor allem Aufgabe der Betroffenen, so Peña.

## Gliederung
Das Cantón Coroma ist in 41 Subkantone (vicecantones) untergliedert und weist insgesamt 181 Siedlungen (localidades) auf.